# Selig
Selig es una banda alemana de rock procedente de Hamburgo que fue creada en 1993 por Jan Plewka (cantante), Leo Schmidthals (bajo), Christian Neander (guitarra), Stephan Eggert (batería) y Malte Neumann (teclados) y que, hasta su separación en 1999, cosechó bastantes éxitos. En 2008, casi diez años después de su despedida, la mayor parte del grupo se reunió y volvieron a los escenarios. 

## Discografía

### Álbumes de estudio
- 1994: Selig
- 1995: Hier
- 1997: Blender
- 2009: Und endlich unendlich
- 2010: Von Ewigkeit zu Ewigkeit
- 2013: Magma

### Recopilatorios
- 1999: Für immer und Selig (álbum doble)
- 2014: Die Besten (1994-2014)

### Bandas sonoras
- 1997: Knockin' on Heaven's Door (BSO)
- 2012: Das Hochzeitsvideo (BSO)

### Películas
- 1997/1998:[1] Der Pirat (Dirección: Bernd Schadewald, Selig como banda Hippie-Band, tocan canciones de The Doors)
- 2009: Von Selig bis Selig (Dirección: Maria Knothe)[2]

### Sencillos y videoclips
| Año  | Título                     | Dirección                                                                          |
| ---- | -------------------------- | ---------------------------------------------------------------------------------- |
| 1994 | Sie hat geschrien          | Martin Weisz                                                                       |
| 1994 | Wenn ich wollte            | René Eller                                                                         |
| 1994 | Ohne dich                  | René Eller                                                                         |
| 1995 | Ist es wichtig?            | René Eller                                                                         |
| 1995 | Laß mich rein              | Mathias Bothor                                                                     |
| 1996 | Bruderlos                  | René Eller                                                                         |
| 1997 | Knockin' on Heaven's Door  | Rainer Thieding                                                                    |
| 1997 | Popstar                    | René Eller                                                                         |
| 1997 | Sie zieht aus              | Marcus Sternberg                                                                   |
| 2009 | Schau schau                | René Eller                                                                         |
| 2009 | Wir werden uns wiedersehen | Deborah Schamoni (Bordell Version) Maria Knothe (Tour Version)                     |
| 2009 | Ich fall in deine Arme     | René Eller                                                                         |
| 2010 | Von Ewigkeit zu Ewigkeit   | Frederic Detjens (Surreale Version) Franziska Stünkel (Das Hochzeitsvideo Version) |
| 2010 | Hey Ho                     | Joern Heitmann                                                                     |
| 2012 | Alles auf einmal           | Marc Helfers                                                                       |

## Galardones y nominaciones
- Echo
  - 1995: Videoclip National (Wenn ich wollte)[3]
- 1Live Krone
  - 2009: nominados a Mejor Banda (Beste Band)[4]
  - 2010: nominados a Mejor Banda (Beste Band)[5]
- Goldene Schallplatte
  - 2011: „Und Endlich Unendlich“ por 100 000 copias vendidas[6]